# Tengere pantserjuffer
De tengere pantserjuffer (Lestes virens) is een van de kleinste Europese pantserjuffers. De soort is in de twintigste eeuw minder zeldzaam geworden in België en Nederland. Het is een soort van heidegebieden met vegetatierijke vennen. De wetenschappelijke naam van de soort werd in 1825 als Agrion virens gepubliceerd door Toussaint von Charpentier.

## Beschrijving
De tengere pantserjuffer is, zoals de naam aangeeft, een kleine pantserjuffer, tot 3 cm lichaamslengte. Het pterostigma is zo lang als twee onderliggende cellen, bruin met aan weerszijden witte randen. Het lichaam is metaalgroen. Bij de volwassen mannetjes zijn enkel de twee laatste segmenten blauw berijpt. Het achterhoofd is geel gekleurd tussen de ogen. De bovenste achterlijfaanhangsels van de mannetjes zijn lang en tangvormig, de onderste kort. De aanhangsels zijn donker van kleur. De vrouwtjes hebben een relatief kleine legboor die niet voorbij het laatste achterlijfssegment uitsteekt.
In zithouding houden tengere pantserjuffers hun vleugels half gespreid, in tegenstelling tot andere juffers.

## Vliegtijd
De tengere pantserjuffer vliegt van half juni tot in september, met een piek in augustus.

## Gedrag en voortplanting
De eieren worden afgezet in stengels van waterplanten. De dieren vormen meestal een tandem voor de paring en de eileg. Het vrouwtje boort met haar legboor gaatjes in de stengel, en plaatst vervolgens in ieder gaatje een eitje.

## Habitat
De tengere pantserjuffer is selectief in de keuze van een voortplantingsbiotoop. Ze prefereert matig tot voedselarme plassen en vennen met rijke oevervegetatie, moeraszones en weinig beschaduwing. De eieren worden gelegd op zegge, pitrus en andere moerasplanten. De volwassen dieren foerageren ook op droge, open heide.

## Verspreiding en voorkomen
De soort komt voor in Midden- en Zuid-Europa tot in Midden-Azië. Hij was in België en Nederland vrij zeldzaam maar komt in de twintigste eeuw in geschikt habitat steeds vaker voor.

## Verwante en gelijkende soorten
Buiten de tengere pantserjuffer komen er in België en Nederland nog vier andere soorten pantserjuffers voor: de gewone pantserjuffer (Lestes sponsa), de houtpantserjuffer (Chalcolestes viridis), de tangpantserjuffer (Lestes dryas) en de zwervende pantserjuffer (Lestes barbarus). Deze lijken allen sterk op elkaar, maar de tengere pantserjuffer onderscheidt zich door haar fijne bouw, het pterostigma met witte randen en het geelkleurige achterhoofd.
Buiten de pantserjuffers is er door de kenmerkende kleuren en de zithouding nauwelijks verwarring met andere juffers mogelijk.

## Bedreigingen en Bescherming
De tengere pantserjuffer was lang bedreigd, vooral vanwege het verdwijnen van haar voortplantingsbiotoop: natte voedselarme vennen. De soort wordt vermeld op de Belgische Rode Lijst (libellen) als 'bedreigd'. Op de Nederlandse Rode Lijst (libellen) van 2004 gold de tengere pantserjuffer nog als 'kwetsbaar', maar op de lijst van 2015 komt de soort niet meer voor.

## Afbeeldingen

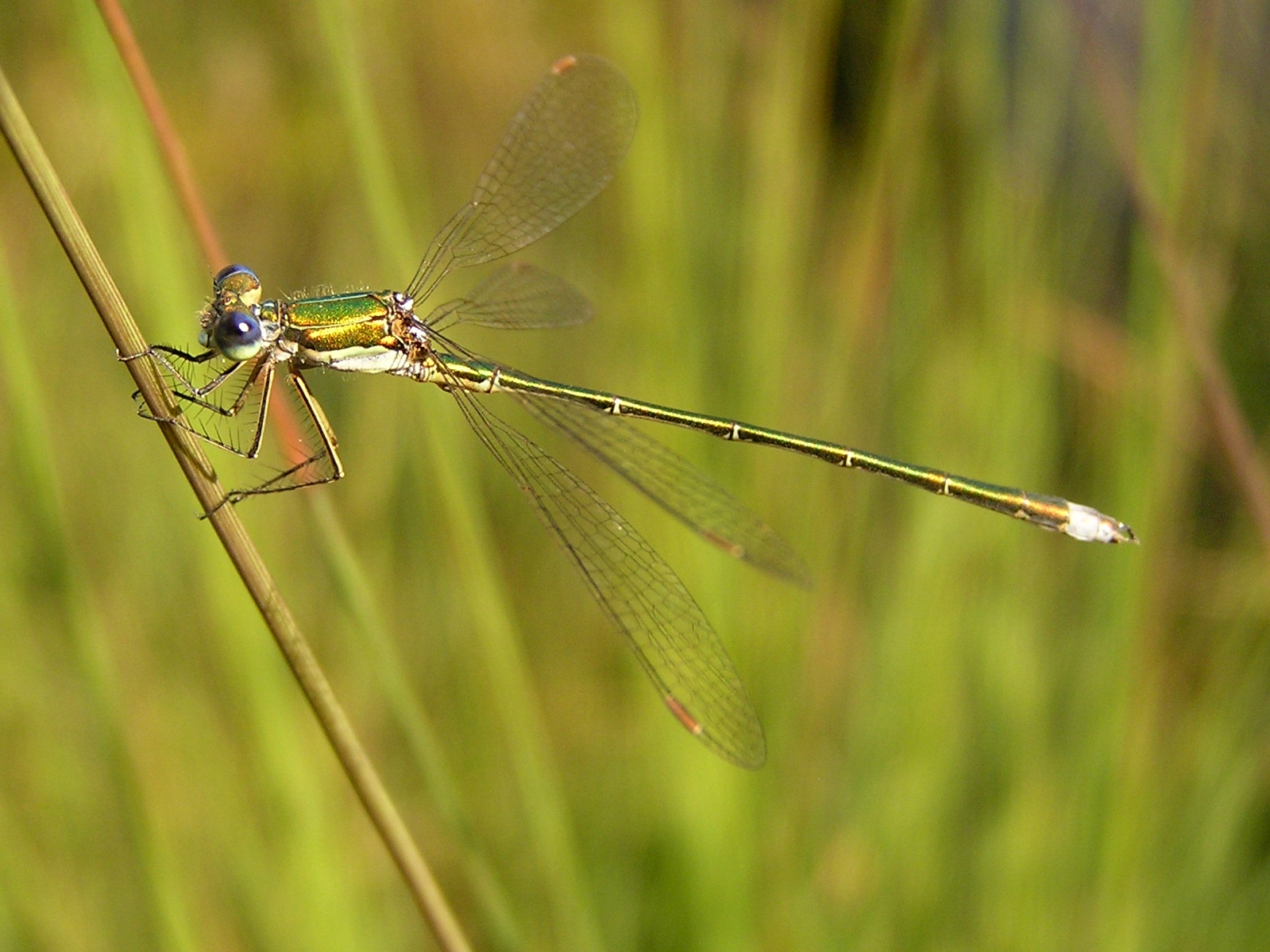
mannetje
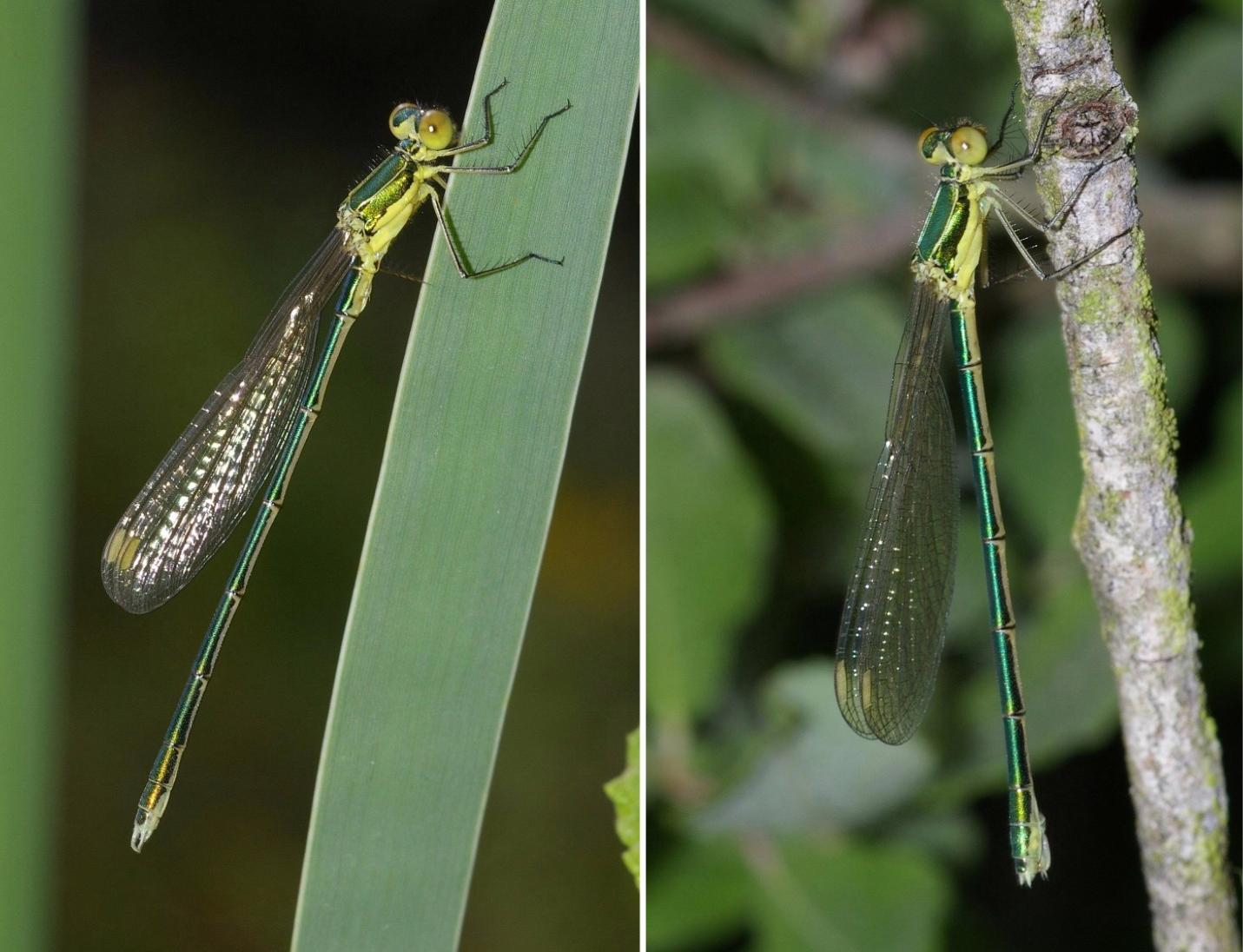
jong mannetje en jong vrouwtje
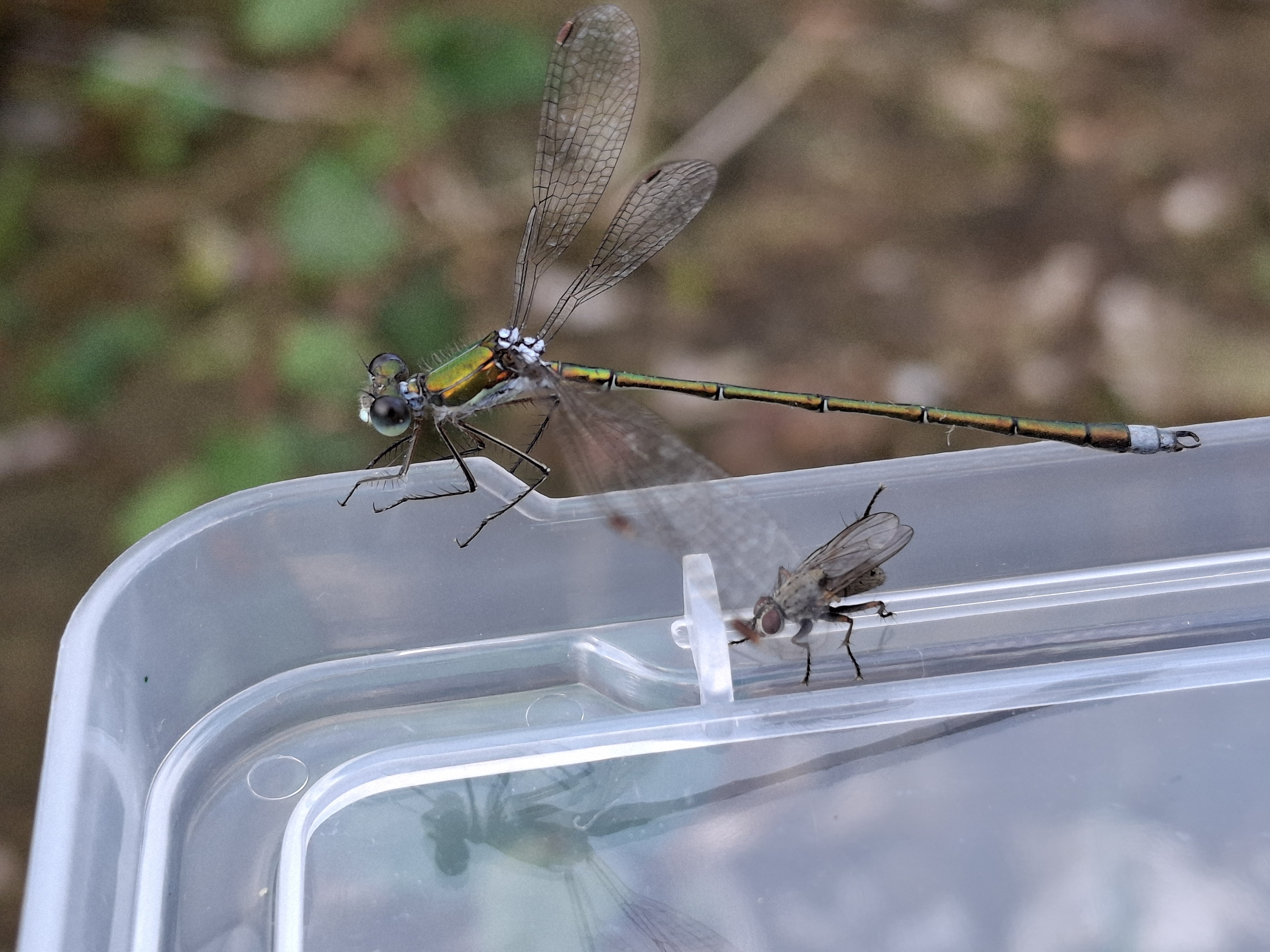
Tengere pantserjuffer mannetje (imago stadia)